# Kazimierz Polkowski
Kazimierz Sylwester Polkowski, ps. „Kazik” (ur. 13 stycznia 1893 w Warszawie, zm. 7 grudnia 1961 w Londynie) – lekarz z tytułem doktora, podpułkownik służby zdrowia Wojska Polskiego i Polskich Sił Zbrojnych, kawaler Orderu Virtuti Militari.

## Życiorys
Urodził się 13 stycznia 1893 w Warszawie, w rodzinie Władysława (1860–1932) i Bronisławy. Przed 1914 został studentem medycyny. Po wybuchu I wojny światowej 1914 został żołnierzem Legionów Polskich, służył w szeregach 5. Pułku Piechoty I Brygady Legionów Polskich. Używał pseudonimu „Kazik”.
Po odzyskaniu przez Polskę niepodległości został przyjęty do Wojska Polskiego. Został awansowany do stopnia majora artylerii ze starszeństwem z dniem 1 czerwca 1919. Jako oficer nadetatowy 1 batalionu sanitarnego w 1923 był starszym lekarzem w 28 pułku artylerii polowej w garnizonie Dęblin-Zajezierze, a w 1924 był starszym lekarzem w Wojskowym Więzieniu Śledczym nr 1 w Warszawie. Uzyskał tytuł naukowy doktora medycyny. Został awansowany do stopnia podpułkownika lekarza ze starszeństwem z dniem 1 stycznia 1928. W 1928 był w kadrze Szkoły Podchorążych Sanitarnych. W 1932 był w kadrze Centrum Badań Lotniczo-Lekarskich.
Po zakończeniu II wojny światowej pozostał na emigracji w Wielkiej Brytanii. Mianowany pułkownikiem. Został członkiem kadencji I Rady Rzeczypospolitej Polskiej, wybrany z Okręgu 7 (od 18 grudnia 1954 do 17 grudnia 1957). Zmarł 7 grudnia 1961 w Londynie.
Jego żoną była Maria (zm. 1969), a ich dziećmi byli Jan (1919–1939) i Zofia (1915–1954).

## Ordery i odznaczenia
- Krzyż Srebrny Orderu Wojskowego Virtuti Militari nr 6630 (17 maja 1922)[13][4]
- Krzyż Niepodległości (20 stycznia 1931)[14]
- Krzyż Oficerski Orderu Odrodzenia Polski (pośmiertnie, 13 grudnia 1961)[15]
- Krzyż Walecznych (czterokrotnie)
- Złoty Krzyż Zasługi (10 listopada 1928)[16]
- Medal 10 Rocznicy Wojny Niepodległościowej (Łotwa, 1929)[17]